# When It's Dark Out
When It's Dark Out je čtvrté studiové album od amerického rappera G-Eazyho. Nejprve bylo uvolněno na iTunes 27. listopadu 2015. Vydáno bylo 4. prosince 2015 vydavatelstvím RCA Records. Nahráváno bylo v letech 2014 a 2015. Kromě G-Eazyho se na albu objevil hudební producent Christoph Andersson nebo také rappeři E-40 a Big Sean.

## Nahrávání a produkce
Nahrávání probíhala od roku 2014 do roku 2015. Hudební produkci řídil sám G-Eazy sám, přesto mu pomáhali například Christoph Andersson nebo Soutshisde. G-Eazy albem vyjadřuje svoje pocity směrem k fanouškům a je s ním sám spokojený. When It’s Dark Out bylo tvořeno tak, aby klidně mohlo být soundtrackem k hororovému filmu. Během nahrávání G-Eazy uvedl, že byl ovlivněn Wesem Cravenem a Timem Burtonem, což je také důvod proč se na albu objevilo mnoho pianových smyček.

## Hodnocení alba
When It's Dark Out se setkalo ve většině případů s pozitivními ohlasy. Časopis Billboard ho ohodnotil 3,5 hvězdami z 5. Sheldon Pearce z Pitchfork Media řekl, že album When It's Dark Out je pro něj zlepšení od předchozího alba These Things Happen (2014). Podle něj se G-Eazy snažil přenést svůj zvuk do něčeho dynamického.

## Prodeje alba
| Země          | Ocenění | Prodaných alb |
| ------------- | ------- | ------------- |
| Polsko        | Zlato   | 10 000        |
| Spojené státy | Platina | 1 000 000 ±   |